# Edson Barboza
Pour les articles homonymes, voir Barboza.
Edson Mendes Barboza Júnior, né le 21 janvier 1986 à Nova Friburgo dans l'État de Rio de Janeiro, est un pratiquant professionnel brésilien d'arts martiaux mixtes (MMA). Il combat actuellement à l'Ultimate Fighting Championship dans la catégorie des poids légers.
Il est connu pour ses puissantes techniques de coup de pied.

## Biographie

### Enfance
Edson Mendes Barboza, Jr. naît le 21 janvier 1986 prématurément de trois mois, sa mère, Leila Barboza étant confrontée à des complications lors de son second trimestre de grossesse. Cette naissance prématurée entraîne de graves problèmes de santé chez Edson, ayant de faibles chances de survivre, et également chez sa mère, Leila. Son père, Edson Barboza, Sr. a alors un choix à faire : préserver la santé de sa femme ou celle de son nouveau-né, il choisit de préserver la santé de sa femme. Malgré son pronostic vital, Edson Barboza, Jr. survécut.
À l'âge de 8 ans, Edson Barboza commence à pratiquer le muay thaï, discipline dans laquelle il deviendra champion national.

## Palmarès

### Distinctions
- Ultimate Fighting Championship
  - Combat de la soirée (neuf fois)
  - Performance de la soirée (deux fois)
  - KO de la soirée (une fois)
  - KO de l'année 2012

### Palmarès en arts martiaux mixtes
| 37 combats     | 24 victoires | 13 défaites |
| Par KO         | 14           | 4           |
| Par soumission | 1            | 2           |
| Sur décision   | 9            | 7           |

| Résultat | Record | Adversaire          | Méthode                                        | Événement                                  | Date             | Round | Temps | Lieu                                       | Notes                                                     |
| -------- | ------ | ------------------- | ---------------------------------------------- | ------------------------------------------ | ---------------- | ----- | ----- | ------------------------------------------ | --------------------------------------------------------- |
| Défaite  | 24–13  | Drakkar Klose       | Décision (unanime)                             | UFC 319 : du Plessis contre Chimaev        | 16 août 2025     | 5     | 5:00  | Chicago, Illinois, États-Unis              |                                                           |
| Défaite  | 24–12  | Lerone Murphy       | Décision unanime                               | DFC Fight Night: Barboza vs. Murphy        | 18 mai 2024      | 5     | 5:00  | Las Vegas, Nevada, États-Unis              | Combat de la soirée.                                      |
| Victoire | 24-11  | Sodiq Yusuff        | Décision unanime                               | UFC Fight Night: Yusuff vs. Barboza        | 14 octobre 2023  | 5     | 5:00  | Las Vegas, Nevada, États-Unis              | Combat de la soirée.                                      |
| Victoire | 23-11  | Billy Quarantillo   | KO (coup de genou)                             | UFC Fight Night: Holloway vs. Allen        | 15 avril 2023    | 1     | 2:37  | Kansas City, Missouri, États-Unis          | Performance de la soirée..                                |
| Défaite  | 22-11  | Bryce Mitchell      | Décision unanime                               | UFC 272 - Covington vs. Masvidal           | 7 mars 2022      | 3     | 5:00  | Las Vegas, Nevada, États-Unis              |                                                           |
| Défaite  | 22-10  | Giga Chikadze       | TKO (poings)                                   | UFC on ESPN 30 - Barboza vs. Chikadze      | 28 août 2021     | 3     | 1:44  | Las Vegas, Nevada, États-Unis              |                                                           |
| Victoire | 22-9   | Shane Burgos        | KO (poings)                                    | UFC 262 - Oliveira vs. Chandler            | 15 mai 2021      | 3     | 1:16  | Houston, Texas, États-Unis                 |                                                           |
| Victoire | 21-9   | Makwan Amirkhani    | Décision unanime                               | UFC Fight Night 179 - Moraes vs. Sandhagen | 10 octobre 2020  | 3     | 5:00  | Abu Dhabi, Émirats arabes unis             |                                                           |
| Défaite  | 20-9   | Dan Ige             | Décision partagée                              | UFC on ESPN 8 - Overeem vs. Harris         | 16 mai 2020      | 3     | 5:00  | Jacksonville, Floride, États-Unis          |                                                           |
| Défaite  | 20-8   | Paul Felder         | Décision partagée                              | UFC 242 : Khabib vs. Poirier               | 7 septembre 2019 | 3     | 5:00  | Abu Dhabi, Émirats arabes unis             |                                                           |
| Défaite  | 20–7   | Justin Gaethje      | KO (coup de poing)                             | UFC on ESPN: Barboza vs. Gaethje           | 30 mars 2019     | 1     | 2:30  | Philadelphie, Pennsylvanie, États-Unis     | Combat de la soirée.                                      |
| Victoire | 20–6   | Dan Hooker          | KO (coup de poing)                             | UFC on Fox: Lee vs. Iaquinta 2             | 15 décembre 2018 | 3     | 2:19  | Milwaukee, Wisconsin, États-Unis           |                                                           |
| Défaite  | 19–6   | Kevin Lee           | TKO (arrêt du médecin)                         | UFC Fight Night: Barboza vs. Lee           | 21 avril 2018    | 5     | 2:18  | Atlantic City, New Jersey, États-Unis      |                                                           |
| Défaite  | 19–5   | Khabib Nurmagomedov | Décision unanime                               | UFC 219: Cyborg vs. Holm                   | 30 décembre 2017 | 3     | 5:00  | Las Vegas, Nevada, États-Unis              |                                                           |
| Victoire | 19-4   | Beneil Dariush      | KO (coup de genou)                             | UFC Fight Night: Belfort vs. Gastelum      | 11 mars 2017     | 2     | 3:35  | Fortaleza, Ceará, Brésil                   | Performance de la soirée.                                 |
| Victoire | 18-4   | Gilbert Melendez    | Décision unanime                               | UFC on Fox: Holm vs. Shevchenko            | 23 juillet 2016  | 3     | 5:00  | Chicago, Illinois, États-Unis              |                                                           |
| Victoire | 17-4   | Anthony Pettis      | Décision unanime                               | UFC 197: Jones vs. Saint Preux             | 23 avril 2016    | 3     | 5:00  | Las Vegas, Nevada, États-Unis              |                                                           |
| Défaite  | 16-4   | Tony Ferguson       | Soumission (d'arce choke)                      | The Ultimate Fighter 22 Finale             | 11 décembre 2015 | 2     | 2:54  | Las Vegas, Nevada, États-Unis              | Combat de la soirée.                                      |
| Victoire | 16-3   | Paul Felder         | Décision unanime                               | UFC on Fox: Dillashaw vs. Barão II         | 25 juillet 2015  | 3     | 5:00  | Chicago, Illinois, États-Unis              | Combat de la soirée.                                      |
| Défaite  | 15-3   | Michael Johnson     | Décision unanime                               | UFC Fight Night: Bigfoot vs. Mir           | 22 février 2015  | 3     | 5:00  | Porto Alegre, Rio Grande do Sul, Brésil    |                                                           |
| Victoire | 15-2   | Bobby Green         | Décision unanime                               | UFC Fight Night: Edgar vs. Swanson         | 22 novembre 2014 | 3     | 5:00  | Austin, Texas, États-Unis                  |                                                           |
| Victoire | 14-2   | Evan Dunham         | TKO (coup de pied au ventre et coups de poing) | UFC Fight Night: Cerrone vs. Miller        | 16 juillet 2014  | 1     | 3:06  | Atlantic City, New Jersey, États-Unis      |                                                           |
| Défaite  | 13-2   | Donald Cerrone      | Soumission (étranglement arrière)              | UFC on Fox: Werdum vs. Browne              | 19 avril 2014    | 1     | 3:15  | Orlando, Floride, États-Unis               |                                                           |
| Victoire | 13-1   | Danny Castillo      | Décision majoritaire                           | UFC on Fox: Johnson vs. Benavidez II       | 14 décembre 2013 | 3     | 5:00  | Sacramento, Californie, États-Unis         | Combat de la soirée.                                      |
| Victoire | 12-1   | Rafaello Oliveira   | TKO (coups de pied aux jambes)                 | UFC 162: Silva vs Weidman                  | 6 juillet 2013   | 2     | 1:44  | Las Vegas, Nevada, États-Unis              |                                                           |
| Victoire | 11-1   | Lucas Martins       | TKO (coups de poing)                           | UFC on FX: Belfort vs. Bisping             | 19 janvier 2013  | 1     | 2:38  | São Paulo, Brésil                          |                                                           |
| Défaite  | 10-1   | Jamie Varner        | TKO (coups de poing)                           | UFC 146: dos Santos vs. Mir                | 26 mai 2012      | 1     | 3:23  | Las Vegas, Nevada, États-Unis              |                                                           |
| Victoire | 10-0   | Terry Etim          | KO (coup de pied circulaire retourné)          | UFC 142: Aldo vs. Mendes                   | 14 janvier 2012  | 3     | 2:02  | Rio de Janeiro, Brésil                     | Combat de la soirée. KO de la soirée. KO de l'année 2012. |
| Victoire | 9-0    | Ross Pearson        | Décision partagée                              | UFC 134: Silva vs. Okami                   | 27 août 2011     | 3     | 5:00  | Rio de Janeiro, Brésil                     | Combat de la soirée.                                      |
| Victoire | 8-0    | - Anthony Njokuani  | Décision unanime                               | UFC 128: Shogun vs. Jones                  | 19 mars 2011     | 3     | 5:00  | Newark, New Jersey, États-Unis             | Combat de la soirée.                                      |
| Victoire | 7-0    | Mike Lullo          | TKO (coups de pied aux jambes)                 | UFC 123: Rampage vs. Machida               | 20 novembre 2010 | 3     | 0:26  | Auburn Hills, Michigan, États-Unis         |                                                           |
| Victoire | 6-0    | Marcelo Giudici     | TKO (coups de pied aux jambes)                 | Ring of Combat 30                          | 11 juin 2010     | 1     | 3:01  | Atlantic City, New Jersey, États-Unis      | Remporte le titre des poids légers du Ring of Combat.     |
| Victoire | 5-0    | Jose Figueroa       | KO (coup de poing)                             | Renaissance MMA 16                         | 5 mars 2010      | 1     | 3:55  | La Nouvelle-Orléans, Louisiane, États-Unis | Défend le titre des poids légers du Renaissance MMA.      |
| Victoire | 4-0    | Nabih Barakat       | KO (coups de poing)                            | Ring of Combat 28                          | 19 février 2010  | 1     | 1:09  | Atlantic City, New Jersey, États-Unis      |                                                           |
| Victoire | 3-0    | Lee King            | Soumission (anaconda choke)                    | Renaissance MMA 15                         | 20 novembre 2009 | 1     | 2:04  | La Nouvelle-Orléans, Louisiane, États-Unis | Défend le titre des poids légers du Renaissance MMA.      |
| Victoire | 2-0    | Lee King            | KO (coups de poing)                            | Renaissance MMA 12                         | 13 juin 2009     | 2     | 1:14  | La Nouvelle-Orléans, Louisiane, États-Unis | Remporte le titre des poids légers du Renaissance MMA.    |
| Victoire | 1-0    | Aaron Steadman      | TKO (coups de poing)                           | Real Fighting Championships 17             | 17 avril 2009    | 1     | 3:34  | Tampa, Floride, États-Unis                 |                                                           |